# قلنخور بالا
قلنخور بالا (به لاتین: Yuxarı Qələnxur) یک منطقه مسکونی در جمهوری آذربایجان است که در شهرستان قوسار واقع شده است. این روستا ۵۳۱ نفر جمعیت دارد.